# Canvi de papers
Canvi de papers (originalment en francès, De l'autre côté du lit) és una pel·lícula de comèdia francesa del 2008 dirigida per Pascale Pouzadoux i protagonitzada per Sophie Marceau i Dany Boon. Adaptada de la novel·la homònima d'Alix Girod de l'Ain, la pel·lícula tracta sobre un marit i una dona que decideixen intercanviar la vida durant un any per salvar el seu matrimoni. Canvi de papers es va rodar a París. S'ha doblat al valencià per a À Punt, i al català central per a TV3.

## Sinopsi
Quan la rutina s'instal·la en la relació de l'Hugo i l'Ariane després de deu anys de matrimoni, la parella decideix intercanviar les seves vides. L'Hugo s'encarrega de la casa i dels nens i ocupa la feina de la seva dona com a venedora de joies porta a porta, i l'Ariane assumeix el control d'una empresa de lloguer d'edificis.

## Repartiment
- Sophie Marceau com a Ariane
- Dany Boon com a Hugo
- Roland Giraud com a Nicard
- Antoine Duléry com a Maurice
- Anny Duperey com a Lise
- Juliette Arnaud com a Charlotte
- Béatrice Michel com a Isabelle
- Ninon Mauger com a Louise
- Clémot Couture com a Héctor
- Flanvart François Vincentelli com a Nicolas
- Delphine Rivière com a Samia
- Arnaud Lemaire com a Kévin, amic de la Samia
- Arsène Mosca com a Goncalvo
- Armelle com a directora de l'escola